# Drapelul Jamaicăi

Drapelul Jamaicăi -- Proporțiile steagului - 1:2

Drapelul Jamaicăi a fost adoptat la 6 august 1962, ziua în care Jamaica și-a obținut independența față de Federația Indiilor de Vest, federație protejată de britanici. Steagul constă din cruce Sfântului Andrei de aur care împarte drapelul în patru secțiuni: două dintre ele de culoare verde (cea de sus și cea de jos) și două negre (cea dinspre lance și cea liberă). [1] Este singurul drapel național actual din lume care nu include nici una dintre culorile roșu, alb sau albastru.

## Design și simbolism
Designul actual a reieșit în urma propunerilor trimise de public în cadrul unei competiții naționale. Acesta a fost inițial proiectat cu dungi orizontale, dar s-a spus că seamănă prea mult cu drapelul Tanganyikăi (așa cum a fost în 1962, doar dungile galbene fiind mai subțiri), și astfel a fost introdusă crucea.
O interpretare anterioară a culorilor a fost: "există greutăți, dar pământul este verde și soarele strălucește", după cum se menționează în documentul Ministerului Hârtia 28 - Steagul Național datat 22 mai 1962. Auriul amintește de soarele strălucitor, negrul reflectă greutățile și verde reprezintă pământul. Interpretarea a fost schimbată în 1996 astfel: negru reprezintă puterea și creativitatea oamenilor care le-a permis să-și depășească șansele, auriul reprezintă bogăția țării și soarele auriu și verde reprezintă vegetația luxuriantă a insulei. Schimbarea a fost făcută la recomandarea Comitetului de examinare a simbolurilor naționale și a observațiilor naționale numit de premierul de atunci Hon P. J. Patterson și prezidat de Prof. Milton "Rex" Nettleford. 

## Eticheta
Eticheta standard se aplică în Jamaica pentru a utiliza drapelul național, asigurându-se în primul rând că mereu drapelul primar este utilizat și că este în stare bună. Codul național al steagurilor (un set de reguli pe care trebuie să le urmeze proprietarii unui drapel) a fost instituit de către guvern.

## Steaguri istorice

1875–1906
1906–1957
1957–1962
1962